# Catocala fugitiva
Catocala fugitiva är en fjärilsart som beskrevs av W. Warren 1914. Catocala fugitiva ingår i släktet Catocala och familjen nattflyn. Inga underarter finns listade i Catalogue of Life.